# St. Nikolaus (Zusamzell)

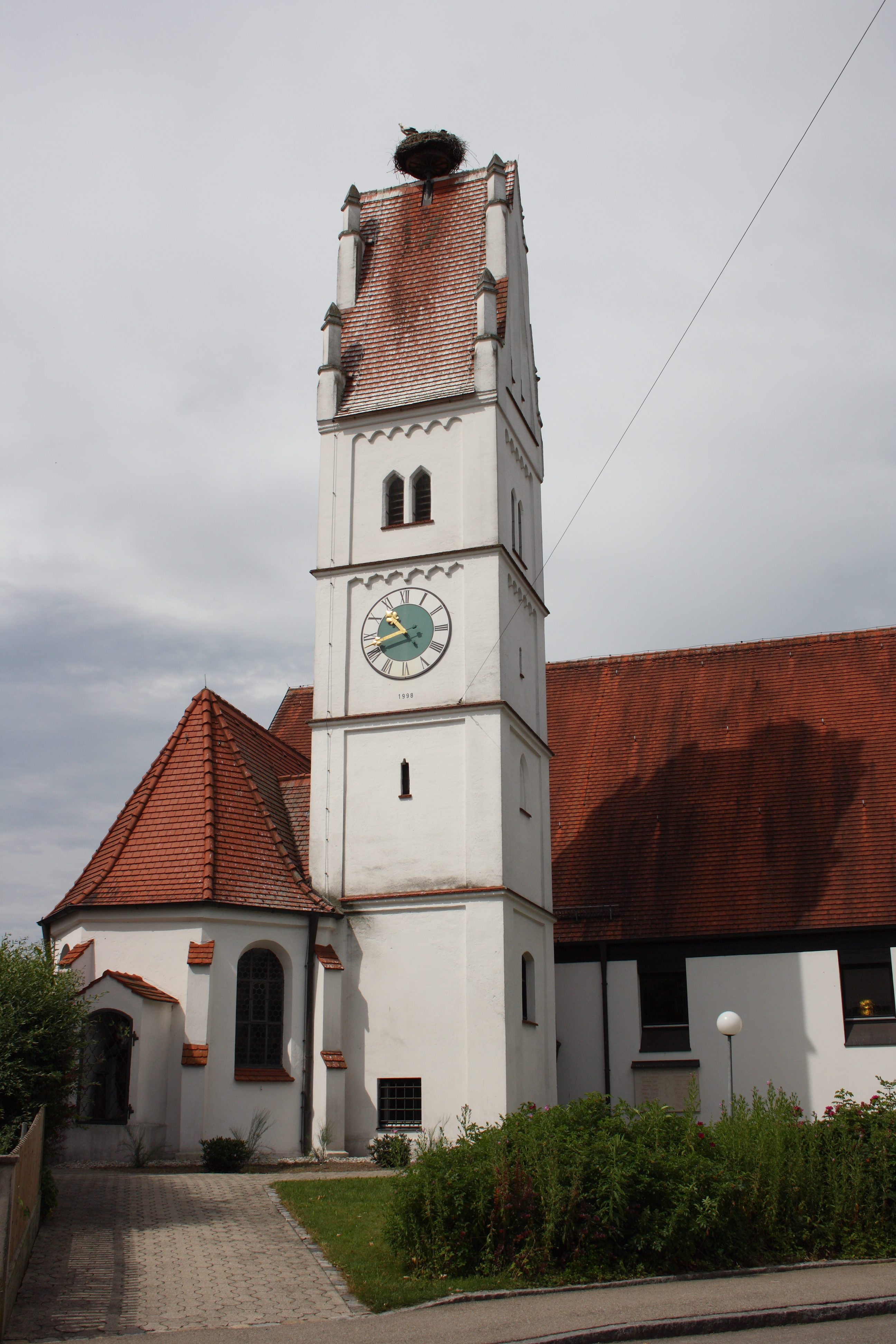
St. Nikolaus in Zusamzell

Die römisch-katholische Pfarrkirche St. Nikolaus steht in Zusamzell, einem Gemeindeteil von Altenmünster im schwäbischen Landkreis Augsburg in Bayern. Die Pfarrei gehört zum Dekanat Augsburg-Land des Bistums Augsburg.

## Beschreibung
Das mit einem Satteldach bedeckte Langhaus der Saalkirche wurde 1975/76 erbaut. An der Ostseite des Langhauses steht im Süden der dreiseitig geschlossene, von Strebepfeilern gestützte Chor und der Chorflankenturm an der Nordwand des Chors der spätgotischen Vorgängerkirche aus der 2. Hälfte des 15. Jahrhunderts. Er wurde mit zwei Geschossen aufgestockt, das untere beherbergt die Turmuhr, das obere hinter den als Biforien gestalteten Klangarkaden den Glockenstuhl. Zwischen den mit Fialen verzierten Giebeln befindet sich das Satteldach. Der Innenraum des Langhauses ist mit einer Flachdecke überspannt, der des ehemaligen Chors dient als Kapelle. Die Fresken hat 1939/40 Karl Radinger eingefügt. Die mechanische Pfeifenorgel wurde durch eine elektronische ersetzt.